# Dana Spiotta
Dana Spiotta (1966) es una profesora y escritora estadounidense. Su novela Stone Arabia (2011) fue finalista del Premio del Círculo de Críticos Nacional del Libro. Su novela Eat the Document (2006) también fue finalista, en este caso del Premio Nacional del Libro, y consiguió el premio Rosenthal Foundation Award de la Academia Estadounidense de las Artes y las Letras. Su novela Lightning Field (2001) fue elegida uno de los libros más notables del años de The New York Times. Recibió el Rome Prize de Literatura, una beca Guggenheim y otra de la Foundation for the Arts de Nueva York.
Spiotta vive en Nueva York con su marido e hija; es profesora en el programa MFA de la Universidad de Siracusa.

## Obras
- 2001, Lightning Field, Scribner, ISBN 9780743212618
- 2006, Eat the Document, ISBN 9780743272988
- 2011, Stone Arabia, Scribner, ISBN 9781451617962 [Stone Arabia, Blackie Books, 2012 ISBN 9788493881702]
- 2016, Innocents and Others, Scribner, ISBN 9781501122729 [Inocentes y otras, Editorial Turner, 2016 ISBN 978-8416354344]

## Para saber más
- Kelly, Adam. "'Who is Responsible?' Revisiting the Radical Years in Dana Spiotta's Eat the Document." Forever Young: The Changing Images of America. Ed. Philip Coleman y Stephen Matterson. Heidelberg: Universitätsverlag, 2012. 219-30. Link
- Myers, D. G. "Where Things Are Allowed to Have Complexity." Commentary (17 de agosto de 2011). Link Archivado el 22 de febrero de 2015 en Wayback Machine.
- Szalay, Michael. "Dana Spiotta's Stone Arabia: The Incorporation Artist." Los Angeles Review of Books (10 de julio de 2012).
- Varvogli, Aliki. "Radical Motherhood: Narcissism and Empathy in Russell Banks's The Darling and Dana Spiotta's Eat the Document." Journal of American Studies 44:4 (2010), 657–673.